# Aloys Beckert

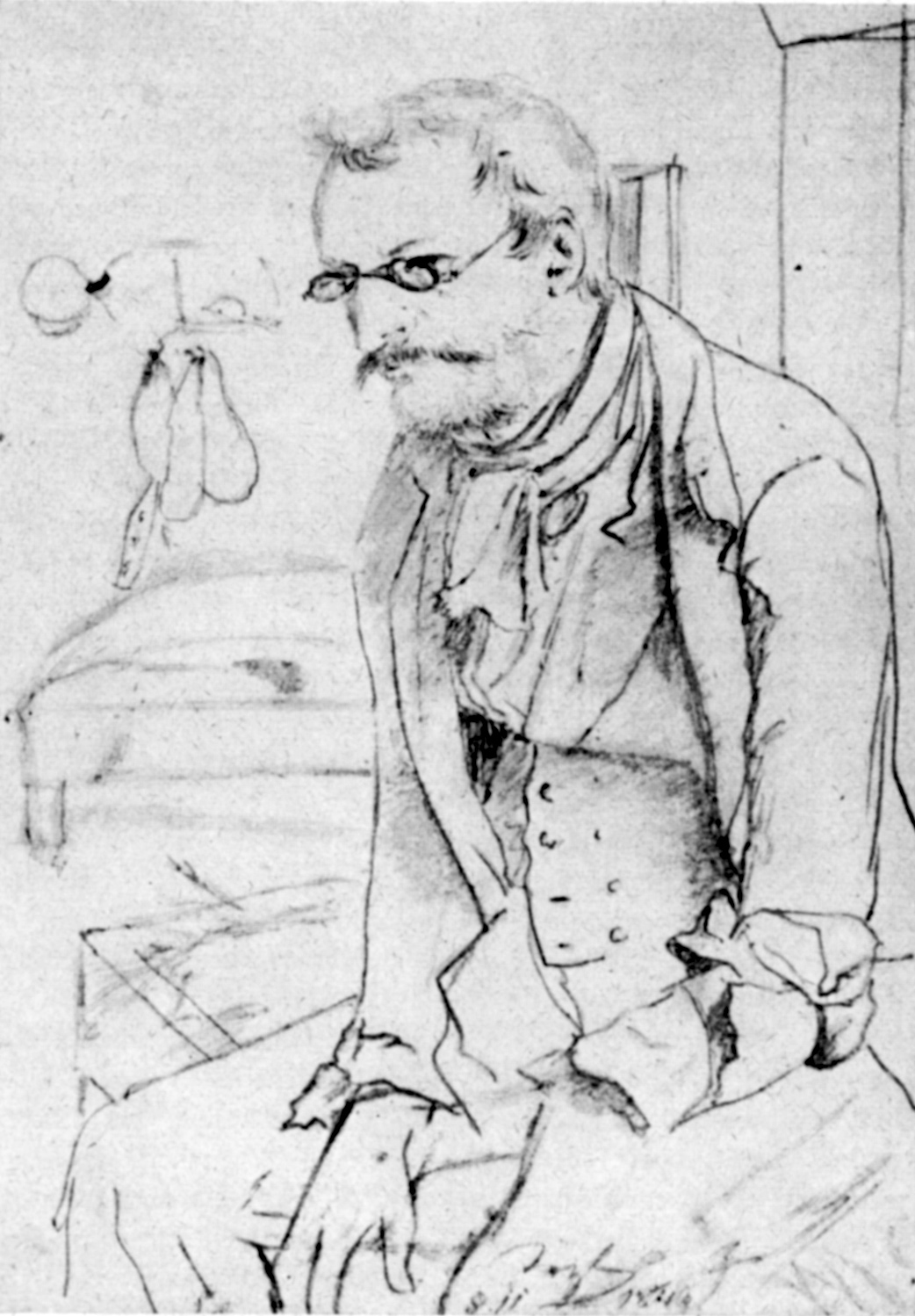
Aloys Beckert, nach Juli 1849

Aloys Beckert (* 24. September 1814 in Neunkirchen; † nach 1861) trat im Vorfeld der Badischen Revolution von 1848/49 zunächst durch die Gründung von Volksvereinen und seinen Einsatz für die Volksbewaffnung in Erscheinung, während der Revolutionsunruhen war er mit logistischen Aufgaben innerhalb der revolutionären Bewegung betraut.

## Leben
Aloys Beckert war der Sohn der ledigen Josepha Himmelsehr. Über seinen Vater ist nichts bekannt, der Nachname Beckert ist im Taufregister ohne weitere Begründungen hinzugefügt. Er besuchte die Volksschule in Neunkirchen, später Gymnasien in Heidelberg und Bruchsal. Er begann ein Studium an der Universität in Freiburg im Breisgau, das er aus finanziellen Gründen schon bald abbrechen musste. 1837 wurde er Teilungsskribent beim Amtswaisenrat in Schwetzingen, später wechselte er in selber Position nach Mosbach, 1840 dann nach Hardheim. Nach einem Prozess wegen Urkundenfälschung kam Beckert zur Schaffnerei nach Sinsheim, danach als Rechnungssteller zum Oberamt Rastatt, wo er auch als Privatlehrer tätig war.
Bereits 1842/1843 stand er der so genannten Volkspartei nahe, was zu Schikanen und seiner Vertreibung aus dem Amtsbezirk Rastatt führte. Er kam nach Ettlingen, wo er abermals als Rechnungssteller tätig war. Er war Mitglied des Turnvereins, hielt wöchentliche demokratische Vorlesungen und war alsbald erneuten Schikanen ausgesetzt. Während des Heckeraufstands floh er zeitweilig nach Frankreich, da eine Untersuchung gegen ihn eingeleitet worden war. Nach einem halben Jahr kehrte er nach Baden zurück und war erneut als Rechnungssteller, nun im Amt Oberkirch, tätig. Dort setzte er sich für die Gründung von Volksvereinen ein, was u. a. dann auch in Önsbach geschah, wo der Bürgermeister und der Gemeinderat seinem Volksverein beitraten. Weitere von ihm gegründete Volksvereine bestanden in Ulm, Mösbach, Erlach und Zusenhofen. Wichtiges Anliegen dieser Vereine war vor allem die Volksbewaffnung. In Diersheim initiierte Beckert die Gründung einer Bürgerwehr.
Im Mai 1849 agitierte Beckert in Offenburg und Rastatt für die Volksbewaffnung und wurde in Karlsruhe von Lorenz Brentano im Schreibereiwesen der revolutionären Bewegung eingestellt. Am 15. Mai 1849 erhielt er das Amt eines Verpflegungskommissärs, bald darauf das eines Militärkommissärs. Anfang Juni 1849 war er mit dem Einziehen von bewaffneten Aufgeboten in verschiedenen badischen Orten beschäftigt. Mit dieser Aufgabe war er u. a. in Hügelsheim und Stollhofen, wurde dann jedoch wegen seiner rigorosen Methoden, gegen die es Beschwerden gegeben hatte, mit anderen Aufgaben betraut. Am 15. Juni 1849 nahm er in Freistett die Musterung der Bürgerwehren ab, daraufhin begleitete er die Bürgerwehren des Amtes Rheinbischofsheim nach Achern und wandte sich dann nach Lörrach und Kandern, um weitere Bürgerwehren zu inspizieren. In den Tagen um das Gefecht bei Waghäusel (21. Juni 1849) war Beckert für die Beschaffung von Proviant für die bei Rastatt versammelten Revolutionäre zuständig. Als sich die Lage für die Revolutionäre immer mehr verschlechterte, wurde er auch verstärkt mit der Rückführung von kampfesmüden Bürgerwehren in die Kampfgebiete betraut, wobei es so wie in Rheinbischofsheim am 27. und 28. Juni 1849 zu verschiedenen Auseinandersetzungen kam und sich Beckert letztlich, spätestens nach den Gefechten entlang der gesamten Murglinie am 29. Juni 1849, nicht mehr in der Bevölkerung durchsetzen konnte. Beckert war daraufhin wieder in Rastatt mit der Verwaltung der Verpflegung beschäftigt. In der Festung Rastatt wurden die Revolutionäre von gegnerischen Truppen eingeschlossen. Am 6. Juli gelang einem Trupp Revolutionären der Ausbruch in die Rheinau, wohin auch Beckert eilte, um Getränke zu besorgen. In der Rheinau verlor er durch eine Verwundung den linken Vorderarm und wurde als Verwundeter ins Spital nach Rastatt zurückgebracht, wo er nach dem Ende der Revolution am 21. August 1849 zu den Gefangenen zählte, gegen die jeweils ein Prozess eröffnet werden sollte.
Am 9. September 1849 beantragte er die Erlaubnis zur Auswanderung nach Amerika, wofür sein Onkel in Neckargemünd und die Gemeinde Neunkirchen Geld zu geben bereit waren. Die Erlaubnis wurde jedoch vor dem Richtspruch nicht erteilt, so dass Beckert am 7. Juni 1850 wegen Hochverrat zu zehn Jahren Haft, davon vier Jahre Einzelhaft, verurteilt wurde, von denen er bis zu seiner Begnadigung am 16. Dezember 1851 anderthalb Jahre in Bruchsal absaß.
Über sein weiteres Leben ist wenig bekannt. Nach Amerika scheint er nicht ausgewandert zu sein, da er in seinem angestammten Beruf als Rechnungssteller noch am 24. Mai 1862 in Obrigheim genannt wird.